# Лоден, Мэрилин
Мэрилин Лоден (12 июля 1946 — 6 августа 2022) — американская писательница, консультант по управлению и защитница разнообразия. Лоден приписывают изобретение понятия «стеклянный потолок» во время речи 1978 года. Лоден была участницей проекта 100 женщин, где обсуждала роль гендерной дискриминации на рабочем месте. Она была выпускницей Сиракузского университета, написала три книги, посвященные разнообразию среди сотрудников.

## Личная жизнь и смерть
Лоден родилась 12 июля 1946 года в Нью-Гайд-парке, Нью-Йорк. Она умерла после того, как год боролась с раком лёгких, 6 августа 2022 года, в возрасте 76 лет.